# 一德新村

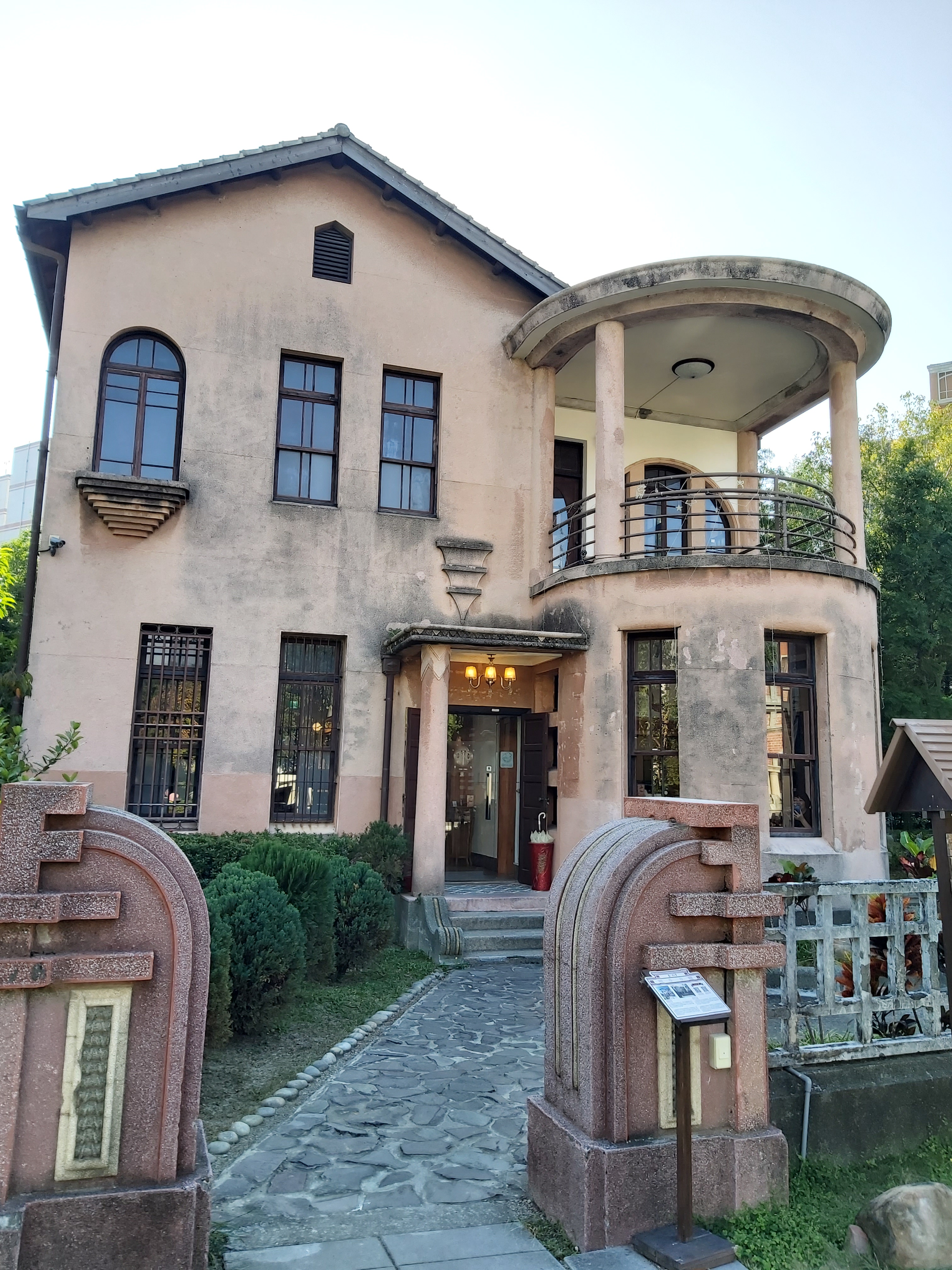
作為軍官眷屬使用的林懋陽故居

一德新村，是原位於臺灣臺中市北屯區北屯里、北京里與平昌里的眷村，包含林懋陽故居。

## 歷史

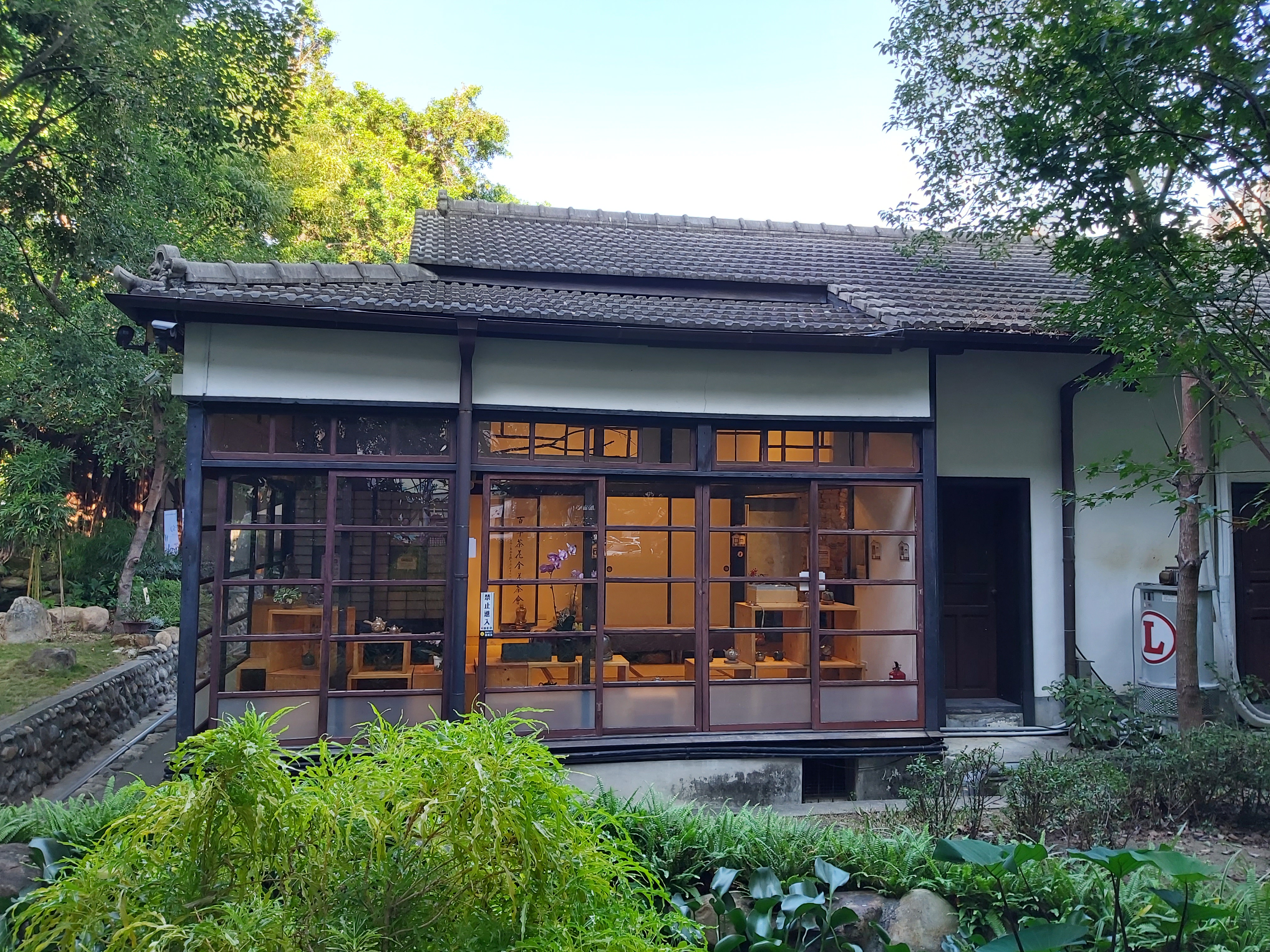
林懋陽故居和室

一德新村基地是坐落於北屯區北屯里、北京里與平昌里，佔地3000坪，原作為聯勤山東青島糧秣廠眷屬居住，每戶7坪大，生活條件較優於其他眷村，八七水災眷舍受損後更改建到每戶15坪不等。坐落於此的林懋陽故居主建物被分配作五戶高階軍官眷屬使用。八二三砲戰後，才有其他部隊眷戶搬遷於此。原先一德洋樓被一百多戶眷村房包圍，直到眷戶多年後遷至陸光七村。眷戶於2008年7月底完成搬遷。
2009年依眷改條例實施而拆除。